# Unión Deportiva Melilla (1943)
|  | No s'ha de confondre amb Unión Deportiva Melilla. |

La Unión Deportiva Melilla fou un club de futbol espanyol de la ciutat de Melilla.
A començament dels anys 1930 hi havia a Melilla diversos clubs com Melilla FC, Sociedad Deportiva Melillense, Deportivo Español i Sociedad Hípica. Després de la guerra civil nasqué el Juventud Deportiva. El 1940 Juventud i Español s'uniren per formar el Club Unión Juventud Español. El 6 de febrer de 1943, Melilla FC i Juventud Español es fusionaren i donaren vida a la Unión Deportiva Melilla. Aquest club arribà a jugar a Tercera i Segona Divisió, però desaparegué el 1954.
L'evolució dels principals clubs de la ciutat és:
- Melilla Fútbol Club (1921–1943)
- CU Juventud Español (1940–1943)
- Unión Deportiva Melilla (1943-1956)
- Club Deportivo Tesorillo (1940-1956) → Melilla Club de Fútbol (1956-1976)
- Sociedad Deportiva Melilla (1970–1976)
- Club Gimnástico de Cabrerizas (1973–1976)
- Gimnástico Melilla Club de Fútbol (1976-1980) → Unión Deportiva Melilla (1980-)

## Temporades
| Temporada | Nivell | Divisió    | Posició | Copa del Rei |
| --------- | ------ | ---------- | ------- | ------------ |
| 1943-44   | 4      | 1a Reg.    |         | 3a ronda     |
| 1944-45   | 3      | 3a Divisió | 5è      |              |
| 1945-46   | 3      | 3a Divisió | 3r      |              |
| 1946-47   | 3      | 3a Divisió | 1r      |              |
| 1947-48   | 3      | 3a Divisió | 1r      | 2a ronda     |
| 1948-49   | 3      | 3a Divisió | 12è     | 3a ronda     |
| 1949-50   | 3      | 3a Divisió | 2n      |              |
| 1950-51   | 2      | 2a Divisió | 10è     |              |
| 1951-52   | 2      | 2a Divisió | 8è      |              |
| 1952-53   | 2      | 2a Divisió | 5è      | 2a ronda     |
| 1953-54   | 2      | 2a Divisió | 13è     |              |
| 1954-55   | 3      | 3a Divisió | 2n      |              |
| 1955-56   | 3      | 3a Divisió | 2n      |              |